# Europäisches Ranglistenturnier (Tischtennis)
Das Europäische Ranglistenturnier im Tischtennis wird von der Europäischen TT-Union ETTU seit 1971 jährlich veranstaltet.

## Europe TOP-12
Seit 1971 wurden Damen- und Herrenwettbewerbe durchgeführt. Die jeweils zwölf Teilnehmer (1971 waren es nur sechs Damen) wurden von den nationalen Verbänden gemäß der Europarangliste nominiert. Sie spielen im Modus „Jeder gegen jeden“. Es stand ein Preisgeld zur Verfügung, das 1976 von 10.000 DM auf 12.000 DM erhöht wurde. 1984 beschloss die ETTU-Generalversammlung in Moskau, diesen Wettbewerb auch für Junioren zu veranstalten. Er wurde 1985 erstmals durchgeführt.
1990 wurde das Spielsystem geändert. Die Spieler starteten nun in zwei Vorgruppen im Modus „Jeder gegen Jeden“. Jeweils die beiden Erstplatzierten kämpften um Platz 1 bis 4: Im Halbfinale traten die beiden Ersten gegen den Zweiten der anderen Gruppe an. Die Sieger dieser Begegnungen bestritten das Endspiel, die Verlierer spielten um Platz 3 und 4.
Ab 2001 bildete man vier Dreiergruppen. Die Gruppensieger spielten im Halbfinale um den Einzug ins Endspiel. Seit 2002 traten die Teilnehmer in vier Dreiergruppen jeder gegen jeden an. Der letzte einer Gruppe schied aus, die acht Verbliebenen spielten im K.o.-System weiter.
Automatisch startberechtigt waren die 11 Erstplatzierten der ETTU-Rangliste. Platz 12 wurde der Gastgebernation zugeteilt, sofern kein Aktiver dieser Nation automatisch qualifiziert war und sofern der Spieler unter den 40 besten der ETTU-Rangliste geführt wurde.

## DHS Europe Cup
Im Februar 2013 beschloss die ETTU, den Wettbewerb nicht mehr durchzuführen, weil sich – insbesondere wegen zu hoher Kosten – keine Ausrichter mehr fanden. Auch das als kostengünstigere Nachfolgeveranstaltung geplante Top Europe fand 2013 keinen Ausrichter. Dafür wurde im Februar 2014 in Lausanne das Nachfolgeturnier DHS Europe Cup ausgetragen.

## Europe TOP-16
Seit dem Jahr 2015 existiert eine modifizierte Version des Europe TOP-12, das Europe TOP-16. Hier gehen jeweils 32 Spieler an den Start, pro Nation und Geschlecht maximal vier Athleten.

## Sieger des Europe TOP-12
| Jahr | Spielort          | Herren               | Damen                |
| ---- | ----------------- | -------------------- | -------------------- |
| 1971 | Zadar             | István Jónyer        | Beatrix Kisházi      |
| 1972 | Zagreb            | Antun Stipančić      | Beatrix Kisházi      |
| 1973 | Böblingen         | Stellan Bengtsson    | Beatrix Kisházi      |
| 1974 | Trollhättan       | István Jónyer        | Soja Rudnowa         |
| 1975 | Wien              | Kjell Johansson      | Ann-Christin Hellman |
| 1976 | Lübeck            | Dragutin Šurbek      | Ann-Christin Hellman |
| 1977 | Sarajevo          | Milan Orlowski       | Beatrix Kisházi      |
| 1978 | Prag              | Gábor Gergely        | Jill Hammersley      |
| 1979 | Kristianstad      | Dragutin Šurbek      | Gabriella Szabó      |
| 1980 | München           | Stellan Bengtsson    | Jill Hammersley      |
| 1981 | Miskolc           | Tibor Klampár        | Jill Hammersley      |
| 1982 | Nantes            | Mikael Appelgren     | Bettine Vriesekoop   |
| 1983 | Cleveland         | Milan Orlowski       | Olga Nemes           |
| 1984 | Bratislava        | Jan-Ove Waldner      | Marie Hrachová       |
| 1985 | Barcelona         | Andrzej Grubba       | Bettine Vriesekoop   |
| 1986 | Södertälje        | Jan-Ove Waldner      | Fliura Bulatowa      |
| 1987 | Basel             | Desmond Douglas      | Csilla Bátorfi       |
| 1988 | Ljubljana         | Jan-Ove Waldner      | Fliura Bulatowa      |
| 1989 | Charleroi         | Jan-Ove Waldner      | Olga Nemes           |
| 1990 | Hannover          | Mikael Appelgren     | Gabriella Wirth      |
| 1991 | ’s-Hertogenbosch  | Erik Lindh           | Mirjam Hooman        |
| 1992 | Wien              | Jörgen Persson       | Csilla Bátorfi       |
| 1993 | Kopenhagen        | Jan-Ove Waldner      | Emilia Ciosu         |
| 1994 | Arezzo            | Jean-Michel Saive    | Jie Schöpp           |
| 1995 | Dijon             | Jan-Ove Waldner      | Otilia Bădescu       |
| 1996 | Charleroi         | Jan-Ove Waldner      | Ni Xialian           |
| 1997 | Eindhoven         | Jean-Philippe Gatien | Ni Xialian           |
| 1998 | Halmstad          | Wladimir Samsonow    | Ni Xialian           |
| 1999 | Split             | Wladimir Samsonow    | Qianhong Gotsch      |
| 2000 | Alassio           | Werner Schlager      | Qianhong Gotsch      |
| 2001 | Wels              | Wladimir Samsonow    | Csilla Bátorfi       |
| 2002 | Rotterdam         | Timo Boll            | Tamara Boroš         |
| 2003 | Saarbrücken       | Timo Boll            | Jie Schöpp           |
| 2004 | Frankfurt am Main | Michael Maze         | Nicole Struse        |
| 2005 | Rennes            | Alexei Smirnow       | Liu Jia              |
| 2006 | Kopenhagen        | Timo Boll            | Tamara Boroš         |
| 2007 | Arezzo            | Wladimir Samsonow    | Li Jiao              |
| 2008 | Frankfurt am Main | Werner Schlager      | Li Jiao              |
| 2009 | Düsseldorf        | Timo Boll            | Li Qian              |
| 2010 | Düsseldorf        | Timo Boll            | Li Jiao              |
| 2011 | Lüttich           | Kalinikos Kreanga    | Li Jiao              |
| 2012 | Villeurbanne      | Dimitrij Ovtcharov   | Wu Jiaduo            |
| 2013 | ausgefallen       | ausgefallen          | ausgefallen          |

## Sieger des DHS Europe Cup
| Jahr | Spielort | Herren         | Damen   |
| ---- | -------- | -------------- | ------- |
| 2014 | Lausanne | Marcos Freitas | Liu Jia |

## Bisherige Sieger des Europe TOP-16
| Jahr | Spielort     | Herren             | Damen            |
| ---- | ------------ | ------------------ | ---------------- |
| 2015 | Baku         | Dimitrij Ovtcharov | Liu Jia          |
| 2016 | Gondomar     | Dimitrij Ovtcharov | Shen Yanfei      |
| 2017 | Antibes      | Dimitrij Ovtcharov | Li Jie           |
| 2018 | Montreux     | Timo Boll          | Bernadette Szőcs |
| 2019 | Montreux     | Dimitrij Ovtcharov | Petrissa Solja   |
| 2020 | Montreux     | Timo Boll          | Petrissa Solja   |
| 2021 | Thessaloniki | Patrick Franziska  | Nina Mittelham   |
| 2022 | Montreux     | Darko Jorgić       | Han Ying         |
| 2023 | Montreux     | Darko Jorgić       | Han Ying         |
| 2024 | Montreux     | Darko Jorgić       | Yuan Jia Nan     |
| 2025 | Montreux     | Alexis Lebrun      | Han Ying         |

## Europe TOP-12 für Behinderte
Im November 1991 wurde erstmals ein Europe TOP-12 Turnier für Behinderte durchgeführt. In Delden (Niederlande) gab es folgende Sieger:
- Rollstuhlfahrer
  - Herren: Thomas Kreidel (GER)
  - Damen: Christiane Weninger (GER)
- Amputierte
  - Herren: Kimmo Jokinen (FIN)
  - Damen: Bernadette Darvand (FRA)